# Quinçay
Quinçay – miejscowość i gmina we Francji, w regionie Nowa Akwitania, w departamencie Vienne.
Według danych na rok 1990 gminę zamieszkiwały 1 564 osoby, a gęstość zaludnienia wynosiła 53 osób/km² (wśród 1467 gmin regionu Poitou-Charentes, Quinçay plasuje się na 180. miejscu pod względem liczby ludności, natomiast pod względem powierzchni na miejscu 174.).